# モン・ラフェルテ
モン・ラフェルテ（Mon Laferte, 1983年5月2日 - ）は、チリ出身で、メキシコ在住の女性歌手。チリ人アーティストの中で最もラテン・グラミー賞にノミネートされた回数が多いことで知られる（5回）。本名はノルマ・モンセラット・ブスタマンテ・ラフェルテ（Norma Monserrat Bustamante Laferte) で、2009年までモンセラット・ブスタマンテの名前で活動していた。

## 来歴
2003年は、TVNのタレント番組『Rojo Fama Contra Fama』第2生成のオーディションで選ばれ、歌手デビュー。同年1stアルバム『La Chica de Rojo』（日本語：赤の女子）を発売。モンセラットがRojoの歌手メンバーでミュージックビデオを作った最初の歌手の1つ。
2004年にValparaísoで歌手アカデミーを開始。
2007年、モンセラットはメキシコシティに移住して新たなキャリアを開始することを決断し、ナイトクラブで歌いながらカバー曲のレコーディングを始めた。2009年にはシングル『Lo mismo que yo』を発表するも、同年甲状腺がんにかかり、当時制作していたアルバムの活動がストップする。
ガンとの闘病中に、彼女は本名であるモンセラット・ブスタマンテの名前を使うことをやめ、モン・ラフェルテとしての活動を開始することを決定する。
活動を再開した彼女は2011年にセカンド・アルバムである『Desechable』を発表、翌年にはチリ版Xファクターの審査員に招待された。
2013年、倫理的な理由からベジタリアンとなる。2017年にはヴィーガンとなったことを宣言した。
2017年には、シングル『Amárrame』がラテン・グラミー賞の最優秀オルタナティブ楽曲賞を受賞する。彼女にとって初の受賞となる。
2019年にはアメリカ合衆国でのツアーを行い、同国最大級の音楽フェスティバルでもあるコーチェラ・フェスティバルにも出演した。

## ディスコグラフィ

### アルバム
- ラ・チカ・デ・ロホ（La Chica de Rojo、2003年）
- Desechable（スペイン語版）（2011年）
- Tornasol（スペイン語版）（2013年）
- Mon Laferte, vol. 1（スペイン語版）（2015年）
- La trenza（スペイン語版）（2017年）
- Norma（スペイン語版）（2018年）
- Seis（スペイン語版）（2021年）
- 1940 Carmen（スペイン語版）（2021年）
- Autopoiética（スペイン語版）（2023年）

### 代表曲
- コラゾーン・バンディド
- ヨ・シン・テゥー・アモル
- マルディタ・イグノランシア
- ヴェテ